# Rhynchocypris dementjevi
Rhynchocypris dementjevi är en fiskart som först beskrevs av Turdakov och Piskarev, 1954.  Rhynchocypris dementjevi ingår i släktet Rhynchocypris och familjen karpfiskar. Inga underarter finns listade i Catalogue of Life.